# 밀론 임상 다축 성격검사
밀론 임상 다축 성격검사(Millon Clinical Multiaxial Inventory,MCMI)느 1969년 시어도어 밀론(Theodore Millon)이 현대 정신 병리학(Modern Psychopathology)이라는 책을 썼으며, 그의 논문이 이후 관련 학부에서 논문을 작성하는데 도움이되었다는 내용의 학생들로부터 많은 편지를 받았는데 이것은 MCMI가 만들어지는 계기가되는 자신의 테스트 구성을 착수하게 한 사건이었다. MCMI의 원본 버전은 1977년에 출판되었으며 DSM-III에 해당한다. 그것은 11개의 성격 척도와 9개의 임상 증후군 척도를 포함했다.

## 같이 보기
- MMPI
- 네오 인성검사
- 임상심리학
- 심리 검사